# André Sedlaczek

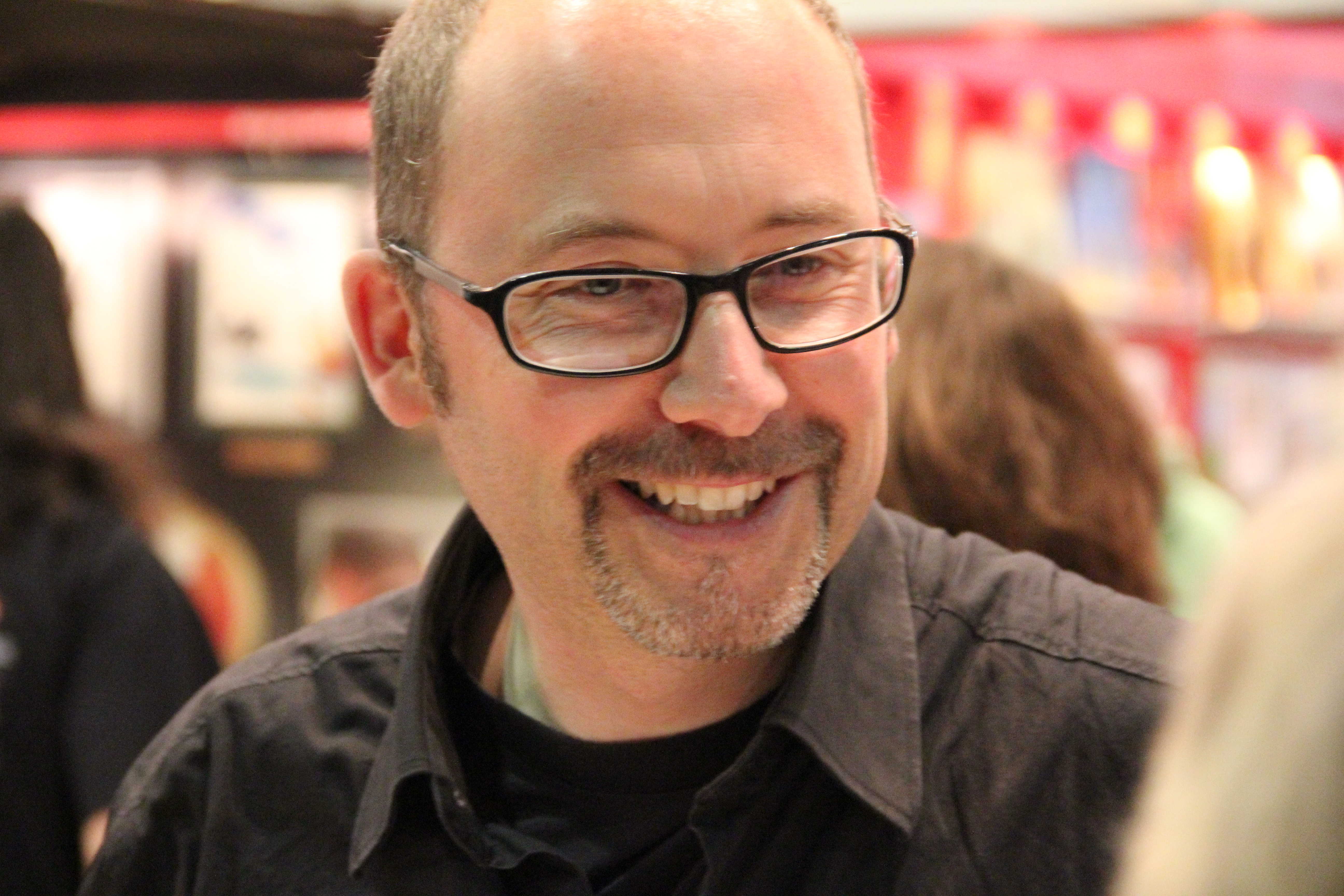
André Sedlaczek, Frankfurter Buchmesse 2011

André Sedlaczek (* 6. Dezember 1967 in Detmold) ist ein deutscher Cartoonist und Comiczeichner.

## Leben
André Sedlaczek studierte Visuelle Kommunikation in Bielefeld, mit dem Schwerpunkt Illustration.
Seit 1996 arbeitet er als freiberuflicher Cartoonist und Comiczeichner. Seine Cartoons erscheinen regelmäßig im Satiremagazin Eulenspiegel. Wochentäglich erscheint sein Comic John Twenty in der Schweizer Pendlerzeitung 20 Minuten.

## Werke
- Hermann der Cherusker. 2019

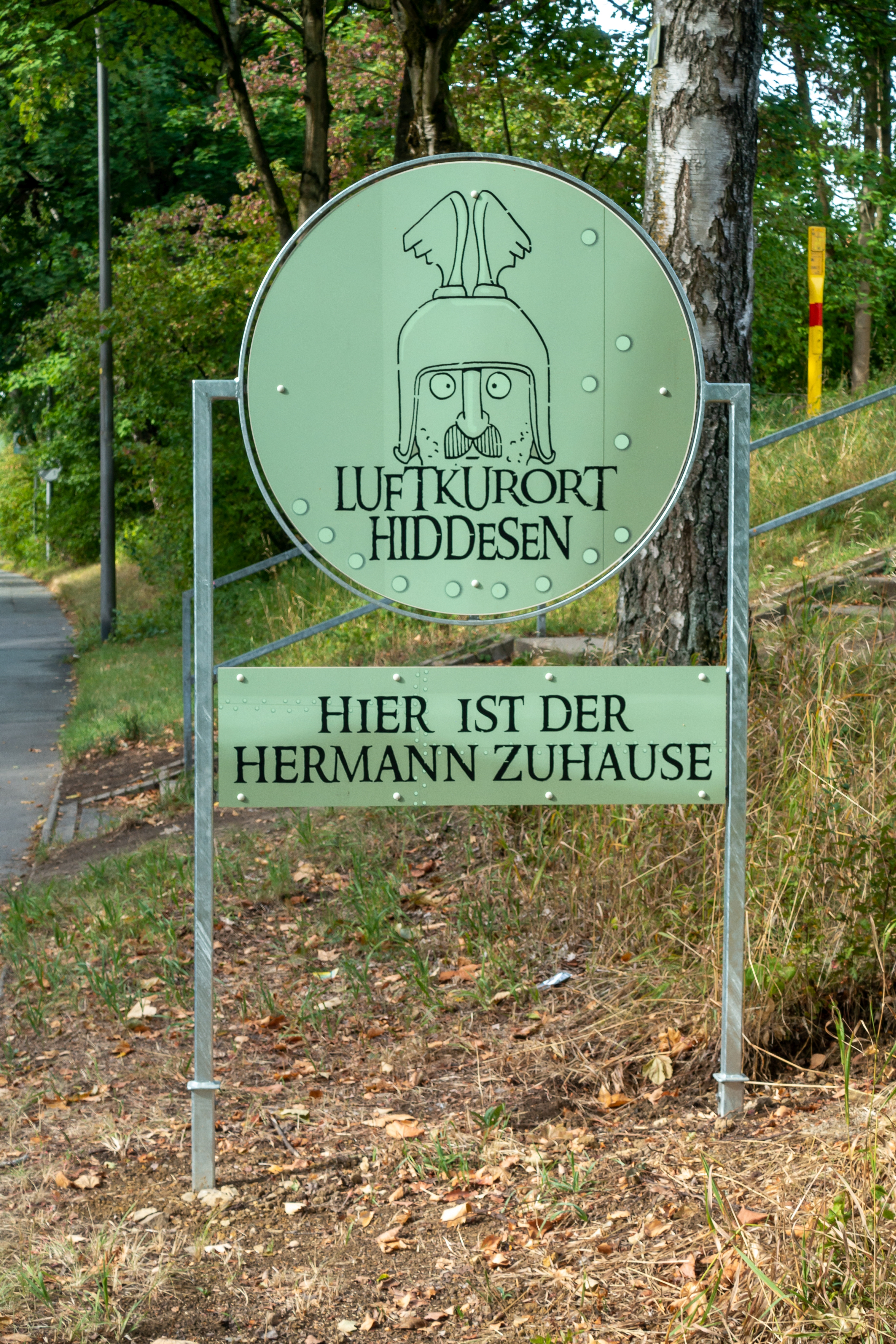
Von Sedlaczek gestaltetes Ortsschild von Hiddesen

- DAS WARS noch immer nicht-Sternenkrieger privat. 2018
- Die Nudelpiraten. 2017
- Wenn das Murmeltier pfeift. 2016
- Die Möwe Marzipan und das Mufflon Maffi. 2016
- Supermänner. 2015
- Dinge um die Ringe. 2014
- DAS WARS noch lange nicht-Sternenkrieger privat. 2014
- Wozu hat man Freunde?. Lappan Verlag. 2011
- Der kleine Froschprinz. Lappan. 2011
- Mähh. Lappan. 2010
- Mama!!!. Lappan. 2009
- Das Kamasutra der Tiere. Lappan. 2009
- Aus die Maus!. Lappan. 2007
- Au Weihnachten!. Carlsen Verlag. 2007
- Was uns das Kamasutra bis jetzt vorenthalten hat. Lappan. 2005
- Ich hab ´n kalten Arsch. Lappan. 2003
- Rentier gesucht!. Lappan. 2002
- Wenn Schweine fliegen könnten .... Lappan. 2001